# Tausert
Sitra-Meryamón Tauseret-Merenmut, Tausert o Tuoris, la reina-faraón con la que finaliza la dinastía XIX de Egipto. Gobernó en solitario por espacio de unos dos años, de c. 1188 a 1186 a. C. Su nombre de coronación fue 'Sitre Meritamon "Hija de Ra, amada de Amón". Su nombre de nacimiento, Tausert Merenmut, que significa "La Poderosa, amada de Mut", algo que demostró ser con creces.

## Biografía

### Familia
Tausert es un enigmático personaje cuya presencia está íntimamente ligada al súbito y quizás turbulento final de la dinastía XIX. Sabemos de ella que, aunque era miembro de la extensa familia real ramésida, descendiente de los múltiples hijos de Ramsés II, no era hija de reyes, y que fue la Gran Esposa Real del faraón Sethy II. De él se supone que tuvo un solo hijo, el príncipe Sethy-Merenptah, que moriría al poco de nacer.
La presencia de Tausert y su determinante influencia al lado de su esposo tuvieron que ser tan grandes que llegó incluso a mantenerse junto al trono egipcio al quedar viuda y ser coronado un niño, Siptah, con el que no estaba emparentada. Fue nombrada regente del rey-niño, y pese a los intentos de comparar su situación con la de Hatshepsut y Thutmose III, Tausert no era descendiente directa de reyes o de grandes esposas reales, y sus funciones deberían haber concluido al morir Sethy II, su marido.

### El canciller Bay
No podemos comprender la historia de Tausert como regente de Siptah y posterior gobernante en solitario sin conocer antes la sombría figura del canciller Bay. Este hombre fue el responsable de la coronación de Siptah, y su poder sobre el nuevo monarca, un niño enfermizo y con una pierna casi inmovilizada, lo convirtieron en un auténtico rey sin corona, y a Siptah en una marioneta. Ahora bien, ¿cuál fue la relación entre Bay y Tausert? Hay quien piensa que fueron enemigos encarnizados, que se disputaron el poder absoluto mientras su país se debilitaba y surgían amenazas de un conflicto interno. Otros han querido verlos como aliados, incluso como amantes (los nuevos Hatshepsut y Senenmut), que pese a no haber nacido destinados para gobernar Egipto, con sus intrigas lo consiguieron.

### Reinado
Tausert subió al trono al morir Siptah, tras un breve reinado de seis años. Es poco probable que el joven rey muriera asesinado, pues es bien conocida su mala salud, y su desaparición no haría más que complicar las cosas a Tausert. Según los autores latinos, ésta fue la quinta y la última mujer faraón, y tanto ellos como Manetón (que la hace hombre y la llama Rey Tuoris) mantienen que fue en su gobierno cuando sucedió la conocida Guerra de Troya.
El reinado de Tausert en solitario fue muy efímero, de apenas dos años (aunque estuvo en lo más alto esos dos, más los seis de Siptah). Aquel tiempo es el llamado por los escribas reales años vacíos, es decir un periodo de anarquía y caos. Con Tausert se derrumba la dinastía XIX, debido a la olvidada situación del país, al creciente poder de los sacerdotes de Amón, de los virreyes de Nubia y las presiones de la familia real en Pi-Ramsés, que cuestionaban la autoridad de Tausert. El principal adversario de la reina-faraón era Sethnajt, un señor ramésida de la casta militar, que creía que sólo una mano más fuerte y mejor emparentada con Ramsés II el Grande, podría frenar el caos que habían provocado los anteriores reyes y que se había acrecentado con Tausert.
El conflicto entre Sethnajt y Tausert duraría los dos años de gobierno, y finalmente la reina acabaría por ser derrocada, si no es que murió antes por causas desconocidas. Es improbable que sucediera una guerra civil por entonces, pero poco faltaría, pues la situación en Egipto había degenerado de tal forma que había que remontarse varios siglos atrás para ver algo similar. Se llega incluso a pensar en un rey de origen sirio, de nombre Iarsu, que era el amante de Tausert y que al morir ella, gobernó en solitario hasta que fue derribado por Sethnajt. Este tal Iarsu no puede ser otro que el Canciller Bay, aunque aún se cuestiona si seguía por entonces con vida, o había muerto tres años antes, como mantienen otras fuentes. El caos del final de la dinastía XIX es, como se puede apreciar, impresionante.

### Su tumba
Tausert hizo construir su tumba en el Valle de los Reyes, como mucho antes lo habían hecho algunas otras mujeres de gran importancia. Llamada hoy esa tumba KV14, sabemos que el cadáver de la reina no llegó nunca a ocupar aquella gran construcción, sino que sería usurpada por su íntimo enemigo, Sethnajt, proclamado faraón y fundador de la dinastía XX. Aparte de esta tumba, muy pocos son los vestigios que aún quedan de Tausert: hizo erigir muy pocas construcciones, tanto en su regencia con Siptah como en su gobierno en solitario, y además su memoria y la de Bay fueron perseguidas más tarde por Sethnajt. Una leyenda negra se implantaría en la tradición popular sobre una malvada reina, experta en pócimas e intrigas cortesanas, y su amante, un sirio que acabaría por asumir el trono. Sólo el hallazgo de nuevos datos sobre este crítico episodio de la historia egipcia podrá traer más luz y determinar cuáles son leyendas y cuáles no.
Se desconoce el paradero de la momia de Tausert, la última reina-faraón y también la mujer que finalizó la dinastía de Sethy I y de Ramsés II. Se cree que podría ser la mujer desconocida D hallada en la tumba de Amenhotep II (KV35), junto con otros personajes ligados a ese periodo como Sethy II, Siptah o Sethnajt, pero esta atribución aún no es del todo segura.

## Titulatura
Tausert utilizó varios nombres cuando subió al trono. Los que aparecen a continuación son los más frecuentes, aunque se desconoce el título Horus de Oro de Tausert.
| Titulatura | Jeroglífico | Transliteración (transcripción) - traducción - (referencias) |

| G5 |

| G5 |

| E2 · D40 | C10 | mr | i | i |

| E2 · D40 | C10 | mr | i | i |

| E2 · D40 | C10 | mr | i | i |

| E2 · D40 | C10 | mr | i | i |

| G5 |

| G5 |

| E2 · D40 | C10 | mr | i | i |

| E2 · D40 | C10 | mr | i | i |

| E2 · D40 | C10 | mr | i | i |

| E2 · D40 | C10 | mr | i | i |

| G16 |

| G16 |

| U17 | Y1V | I6 · Aa13 | t · O49 | w | D40 · f | N25 · t | Z3 |

| U17 | Y1V | I6 · Aa13 | t · O49 | w | D40 · f | N25 · t | Z3 |

| G16 |

| G16 |

| U17 | Y1V | I6 · Aa13 | t · O49 | w | D40 · f | N25 · t | Z3 |

| U17 | Y1V | I6 · Aa13 | t · O49 | w | D40 · f | N25 · t | Z3 |

| G8 |

| G8 |

|  |

| G8 |

| G8 |

|  |

| H8 · t | C2 | C12 | mr | i | i |

| H8 · t | C2 | C12 | mr | i | i |

| H8 · t | C2 | C12 | mr | i | i |

| H8 · t | C2 | C12 | mr | i | i |

| H8 · t | C2 | C12 | mr | i | i |

| H8 · t | C2 | C12 | mr | i | i |

| H8 · t | C2 | C12 | mr | i | i |

| H8 · t | C2 | C12 | mr | i | i |

| H8 · t | C2 | C12 | mr | i | i |

| H8 · t | C2 | C12 | mr | i | i |

| H8 · t | C2 | C12 | mr | i | i |

| H8 · t | C2 | C12 | mr | i | i |

| H8 · t | C2 | C12 | mr | i | i |

| H8 · t | C2 | C12 | mr | i | i |

| H8 · t | C2 | C12 | mr | i | i |

| H8 · t | C2 | C12 | mr | i | i |

| X1 · G1 | F12 | D21 · X1 · D40 | G14 | S3 | Z1 | U6 |

| X1 · G1 | F12 | D21 · X1 · D40 | G14 | S3 | Z1 | U6 |

| X1 · G1 | F12 | D21 · X1 · D40 | G14 | S3 | Z1 | U6 |

| X1 · G1 | F12 | D21 · X1 · D40 | G14 | S3 | Z1 | U6 |

| X1 · G1 | F12 | D21 · X1 · D40 | G14 | S3 | Z1 | U6 |

| X1 · G1 | F12 | D21 · X1 · D40 | G14 | S3 | Z1 | U6 |

| X1 · G1 | F12 | D21 · X1 · D40 | G14 | S3 | Z1 | U6 |

| X1 · G1 | F12 | D21 · X1 · D40 | G14 | S3 | Z1 | U6 |

| X1 · G1 | F12 | D21 · X1 · D40 | G14 | S3 | Z1 | U6 |

| X1 · G1 | F12 | D21 · X1 · D40 | G14 | S3 | Z1 | U6 |

| X1 · G1 | F12 | D21 · X1 · D40 | G14 | S3 | Z1 | U6 |

| X1 · G1 | F12 | D21 · X1 · D40 | G14 | S3 | Z1 | U6 |

| X1 · G1 | F12 | D21 · X1 · D40 | G14 | S3 | Z1 | U6 |

| X1 · G1 | F12 | D21 · X1 · D40 | G14 | S3 | Z1 | U6 |

| X1 · G1 | F12 | D21 · X1 · D40 | G14 | S3 | Z1 | U6 |

| X1 · G1 | F12 | D21 · X1 · D40 | G14 | S3 | Z1 | U6 |

Todas las variantes de nombres de Tausert